# 6.ª Divisão de Montanha (Alemanha)
A 6ª Divisão de Montanha (em alemão:6. Gebirgs-Division) foi uma unidade militar que serviu no Exército alemão durante a Segunda Guerra Mundial.

## Comandantes
| Comandante                        | Data                                         |
| --------------------------------- | -------------------------------------------- |
| Generalmajor Ferdinand Schörner   | 31 de maio de 1940 - 15 de janeiro de 1942   |
| Generalleutnant Christian Philipp | 17 de janeiro de 1942 - 20 de agosto de 1944 |
| Generalleutnant Max Pemsel        | 20 de agosto de 1944 - 5 de abril de 1945    |
| Oberst Wilhelm Rademacher         | 5 de abril de 1945 - 26 de abril de 1945     |
| Oberst Josef Remold               | 26 de abril de 1945 - 8 de maio de 1945      |

## Oficiais de operações
| Major Georg Gartmayr          | 4 de junho de 1940 - 22 de janeiro de 1943        |
| Hauptmann Walter Rudolph      | 22 de janeiro de 1943 - 21 de fevereiro de 1943   |
| Major Hans Bucher             | 21 de fevereiro de 1943 - 14 de março de 1943     |
| Major Franz Steinhart-Hantken | 14 de março de 1943 - 26 de maio de 1943          |
| Hauptmann Otto Auswöger       | 26 de maio de 1943 - 12 de julho de 1943          |
| Major Franz Steinhart-Hantken | 12 de julho de 1943 - 12 de outubro de 1943       |
| Oberstleutnant Werner Vogl    | 12 de outubro de 1943 - 13 de novembro de 1943    |
| Major Rall                    | 13 de novembro de 1943 - 15 de fevereiro de 1944  |
| Hauptmann Mungai              | 15 de fevereiro de 1944 - 25 de fevereiro de 1944 |
| Oberstleutnant Werner Vogl    | 25 de fevereiro de 1944- 25 de março de 1945      |
| Major Johann Brandner         | 25 de março de 1945 - 8 de maio de 1945           |